# Iván
Tiểu sử 
|name = Iván
|other_name =
|native_name = 
|nickname = 
|settlement_type =Động vật 
|motto =

|image_skyline =
|imagesize = 
|image_caption = 
|image_flag = 
|flag_size =
|image_seal = 
|seal_size =
|image_shield = Coa_Hungary_Town_Iván.svg
|shield_size =
|image_map = 
|mapsize = 
|map_caption = 
|image_map1 =
|mapsize1 =

|subdivision_type = Quốc gia
|subdivision_name =  Hungary
|subdivision_type1 = Hạt
|subdivision_name1 = Győr-Moson-Sopron
|subdivision_type2 = Tiểu vùng
|subdivision_name2 =Sopron-Fertődi
|subdivision_type3 = 
|subdivision_name3 =

|government_footnotes =
|government_type =
|leader_title =
|leader_name =
|established_title = 
|established_date = 

|area_magnitude = 
|unit_pref = 
|area_footnotes =
|area_total_km2 = 54,74
|area_land_km2 = 
|area_metro_km2 =

|population_as_of =2010
|population_footnotes =
|population_note =
|population_total =1315
|population_density_km2 =24

|timezone = CET
|utc_offset =+1
|timezone_DST = CEST
|utc_offset_DST =+2
|latd=|latm=|lats=|latNS=N
|longd=|longm=|longs=|longEW=E
|elevation_footnotes = 
|elevation_m = 	
|elevation_ft =

|postal_code_type = 
|postal_code = 
|area_code =
|blank_name =
|blank_info =
|blank1_name =
|blank1_info =
|website = 
|footnotes = 
}}
Iván là một thị trấn thuộc hạt Győr-Moson-Sopron, Hungary. Thị trấn này có diện tích 54,74 km², dân số năm 2010 là 1315 người, mật độ 24 người/km².